# Mičijevac
Mičijevac falu Horvátországban Kapronca-Kőrös megyében. Közigazgatásilag Kőröshöz tartozik.

## Fekvése
Köröstől 6 km-re északkeletre a Glogovnica partján fekszik.

## Története
1890-ben 41, 1910-ben 60 lakosa volt. Trianonig Belovár-Kőrös vármegye Körösi járásához tartozott. 2001-ben 65 lakosa volt.

## Külső hivatkozások
Körös város hivatalos oldala